# پارک ملی لورنتز
پارک ملی لورنتز (انگلیسی: Lorentz National Park) یک پارک ملی در پاپوآ، اندونزی است.
این پارک که در سال ۱۹۹۷ تأسیس شده است، در سال ۱۹۹۹ در فهرست میراث جهانی یونسکو ثبت شده‌است. پارک لورنتز دارای ۲۵٬۰۵۶ کیلومترمربع مساحت می‌باشد و ۶۳۰ گونه پرنده، ۱۲۳ گونه پستاندار زندگی می‌کنند که می‌توان به ۲ گونه شترمرغ شاخدار، ۳۱ گونه کبوتر، ۵۰۰ گونه طوطی‌کاکلی، ۶۰ گونه ماهی‌خورک‌های رودخانه‌ای، ۱۴۵ گونه شهدخواران و همچنین بلدرچین برفی، شترمرغ شاخدار جنوبی، کبوتر کاکلی جنوبی، خوتکای سالوادوری، مورچه‌خورک پوزه‌دراز، مورچه‌خورک پوزه‌کوتاه، کوسکوس، والابی، کوئول، کانگوروی درختی و دینگیسو اشاره کرد.